# Joseph F. Blumrich
Joseph Franz Blumrich (Steyr, 1913. március 15. – Estes Park, Colorado, 2002. február 10.) osztrák-amerikai mérnök.

## Élete
1959-ben költözött az Amerikai Egyesült Államokba, hogy csatlakozzon a NASA-hoz és az amerikai űrprogramhoz. A NASA Marshall Space Flight Center-ben dolgozott, részt vett a Saturn V hordozórakéta kifejlesztésében. 1974-ben ment nyugdíjba, Ugyanebben az évben jelentette meg The Spaceships of Ezekiel című munkáját, amely ismertté tette nevét ufológus körökben. Ebben egy olyan elméletet ír le, amely Erich von Dänikennel folytatott beszélgetéseiből fakadt.
Véleménye szerint az ószövetségi Ezékiel próféta egy olyan idegen űrhajóval s annak legénységével találkozott, amelynek bibliai leírását (Ezékiel könyve) mérnöki szemmel is hihetőnek tartja. A kötetben a Biblia hat különböző fordítását elemezte, s a munka függelékében bemutatta a feltételezett űrhajó műszaki leírását. A kötet mellett Blumrich egy cikket is publikált az UNESCO  Impact of Science című folyóiratábanThe spaceships of the prophet Ezekiel címmel. A munkát egyöntetű lelkesedés fogadta az UFO-hívők körében, ám számos kritika is érte: Ronald Story Guardians of the Universe? című, 1980-ban megjelent könyvében azzal vádolta Blumrich-ot, hogy a bibliai idézeteket úgy válogatták össze, hogy azok megfeleljenek az elképzeléseinek, illetve a kötet illusztrációi is az olvasók megtévesztését szolgálják. Jerome Clark véleménye szerint Blumrich "kreatív, ám hiábavaló erőfeszítéseket tett arra, hogy a metaforikus bibliai beszámolót egy megfelelően megtervezett űrhajóvá alakítsa át".
Magyarul egy rövidebb írása jelent meg a Galaktika 22. számában A küldetés címmel, illetve fentebb taglalt önálló munkája is az olvasók elé került Ezékiel űrhajói címen 2006-ban (Allprint kiadó, ISBN 9639575232).

## Fordítás
- Ez a szócikk részben vagy egészben  a   Joseph F. Blumrich című spanyol Wikipédia-szócikk ezen változatának fordításán alapul.  Az eredeti cikk szerkesztőit annak laptörténete sorolja fel. Ez a jelzés csupán a megfogalmazás eredetét és a szerzői jogokat jelzi, nem szolgál a cikkben szereplő információk forrásmegjelöléseként.